# 罗曼考齐村委员会
罗曼考齐村委员会（俄语：Романкауцкий сельсовет）是俄罗斯联邦阿穆尔州马扎诺沃区所属的一个村委员会。其下辖有3个居民点，行政中心为拉兹多利诺耶。据2015年统计，该村委员会的人口为365人。
2015年，罗曼考齐村委员会并入新基耶夫卡村委员会。